# Mário Ribeiro
Mário Ribeiro Fernandes de Oliveira (* 7. April 1935; † 27. Juni 2021 in Cascais) war ein portugiesischer Sportschütze. 

## Leben
Mário Ribeiro belegte bei den Olympischen Spielen 1972 in München im Dreistellungskampf mit dem Kleinkalibergewehr den 63. Platz. Im Kleinkalibergewehr-Wettkampf liegend belegte er den 92. Rang. Als Kampfrichter war Ribeiro bei den  Olympischen Spielen 1976, 1984, 1988 und 1992 aktiv.